# マンションリフォーム推進協議会
一般社団法人マンションリフォーム推進協議会（マンションリフォームすいしんきょうぎかい、略称: レプコ/REPCO、英文名称: The Remodeling Promotion Commitee for Condominium ）は、マンションのリフォームに関わる法人・個人で組織された業界団体。マンションの大規模修繕等共用部分とインテリアリフォーム等専有部分の両分野を推進対象とする団体。

## 概要
- 本部 : 〒102-0083 東京都千代田区麹町4-3-4 宮ビル 8階　Tel：03-3265-4899
- 関係官庁 : 国土交通省住宅局（住宅生産課）
- 代表理事 : 会長 : 大栗 育夫（株式会社長谷工コーポレーション 相談役）
- 会員数  : 112社（正会員83社、賛助会員29社。他MRM個人会員29名。2020年10月末時点）

### 沿革
- 1992年（平成4年）4月 - 任意団体として発足
- 2011年（平成23年) 2月 - 一般社団法人に移行

### 設立経緯
1992年（平成4年）4月、建設省（現国土交通省）と財団法人日本住宅リフォームセンター（現・公益財団法人住宅リフォーム・紛争処理支援センター）が中心になり、「マンションリフォ－ムの需要が拡大し、将来はさらに伸びる」との予想の中、
1. 戸建て住宅と異なるマンションに固有の課題への取組み
2. リフォーム業界の体制の整備と充実を図ること

の2つの施策を推進する主体と位置づけ、リフォームにおける人材育成を目的とした新資格制度「マンションリフォームマネジャー」の創設と併せて、設立された。

### 活動目的
マンションリフォームに関する技術的諸問題、業界体制の諸問題及び法制度上の諸問題等について研究協議すると共に、マンションリフォームマネジャー資格取得推進など、その対応策を総合的に推進し良質かつ適切なマンションリフォームの推進を図り、リフォーム関連業界の健全な発展に寄与することを目的としている。

## 活動内容
国交省との情報交換、ならびに施策提言
マンション関連施策についての情報交換や業界発信として政策提言・意見交換等
情報の提供 、啓蒙活動
【会員企業向け】会員企業に対して、タイムリーな協議会活動並びにセミナー・イベント、行政・業界の情報提供及び会員間による情報提供
【一般消費者向け】 ホームページにより、一般消費者向けに会員企業によるリフォーム「専有部リフォーム事例紹介」、「イベント紹介」、「会員企業会社の紹介」
【管理組合向け】マンション管理組合の理事向けセミナー「誰でもわかるマンション改修」、「R&R建築再生展」等のセミナー・個別相談会
人材の育成活動
【マンションリフォームマネジャー資格試験対策講座】（資格者数=約1万人）
　MRM資格試験のための対策講座（学科・設計製図コース)
【技術関連人材育成セミナー】
　マンションリフォーム施工技術講座、基礎技術＆現地調査講座
　プランニング講座等の各種スキルアップセミナー
調査及び研究活動
マンションリフォーム工事調査、マンションリフォーム市場将来需要推計
専有部分リフォームに係る規約・細則調査
マンション専有部分施工マニュアル、専有部分改修工事事例集
会員間の交流活動
マンション事業にかかわる幅広い事業者の交流を委員会活動、会員交流講演会、施設・現場見学会、「マンションリフォーム事例発表会」等
マンションリフォームの事例集 及び事例発表会
工法研修＆工場見学会、リフォームモデル等施設見学会